# الله أبهى

"يا بهاء الأبهى" بخط مشكين قلم.

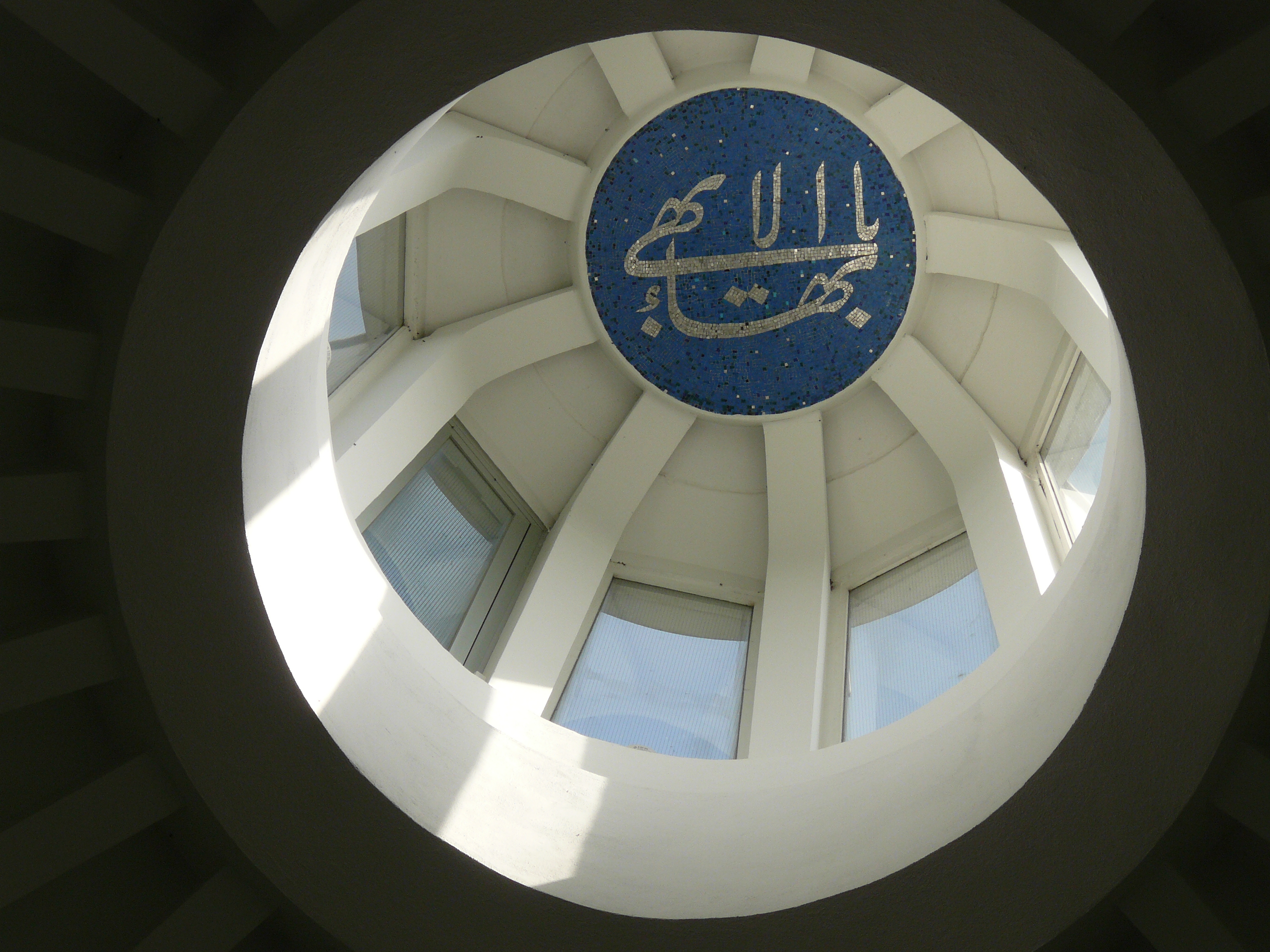
"يا بهاء الأبهى" في مشرق الأذكار وهو المعبد البهائي في ألمانيا.

يا بهاء الأبهى وكذلك الله أبهى هو ذكر في الدين البهائي، وهو تعبيرٌ عن رمز يمثل "الاسم الأعظم". ويُستخدم تحية يُطلقها البهائيون عند لقاء بعضهم البعض. ويمكن مقارنته بالتكبير والتسبيح في الإسلام، أي عبارتي الله أكبر وسبحان الله.
من الواجبات التي فرضها بهاء الله على أتباعه التأمل اليومي بترديد عبارة "الله أبهى" 95 مرة. يوضح نادر سعيدي [الألمانية] أن دلالة الرقم 95 تنبع من كتاب البيان الفارسي، حيث يذكر الباب أن الرقم خمسة وتسعين يرمز إلى القيمة العددية لكلمة "لله"، ويرمز إلى الاعتراف بمظهر الله وطاعته لأحكامه، وهما أمران لا ينفصلان، كما أكد ذلك حضرة بهاء الله في الفقرة الافتتاحية من الكتاب الأقدس.
صيغة "الله" جاءت بحالة رفع لكلمة "الله". وصيغة "أبهى" هي صيغة التفضيل لكلمة "بهاء"، وتعني "الجمال، والتألق".